# Mike Vax
Mike Vax is een Amerikaanse jazz-trompettist, kornettist, bigband-leider en componist.
Vax speelde trompet in de jaren zeventig in de bigbands van Stan Kenton  en Ellington-veteraan Clark Terry, met wie hij later,  in 2000, het album "Creepin' With Clark" opnam voor Summit Records. In de zijn loopbaan heeft hij als leider zo'n twintig platen als leider opgenomen, waaronder verschillende albums met de Mike Vax Big Band. In deze band, waarmee hij nog steeds optreedt, speelden en spelen verschillende oudgedienden van Kenton. Andere groepen waarmee hij actief is zijn onder meer de Stan Kenton Alumni Band, TRPTS (Trumpets), the Great American Jazz Band en enkele kleinere groepen. Vax heeft gespeeld en of opgenomen met onder meer Freddy Hubbard, Don Ellis, Joe Williams, Anita O'Day, de Four Freshmen, Art Pepper, Gene Krupa, Louie Bellson en orkesten als het Glenn Miller Orchestra, het Jimmy Dorsey Orchestra en de Dukes of Dixieland. Ook werkte hij met symfonie pops-orkesten. Verder heeft hij veel workshops en concerten voor scholieren en studenten gegeven.

## Discografie (selectie)
als leider:
- Creepin' With Clark, Summit Records, 2000
- Trumpets, Summit Records, 2001
- Live on the Road, Summit Records, 2003
- Next Stop: Live...On the Road, Summit Record, 2005
- Vaxuosity (met Ohlone Wind Ensemble), Summit Records, 2008
- Sounds from the Road, Summit Records, 2009